# Zwickauer Mulde

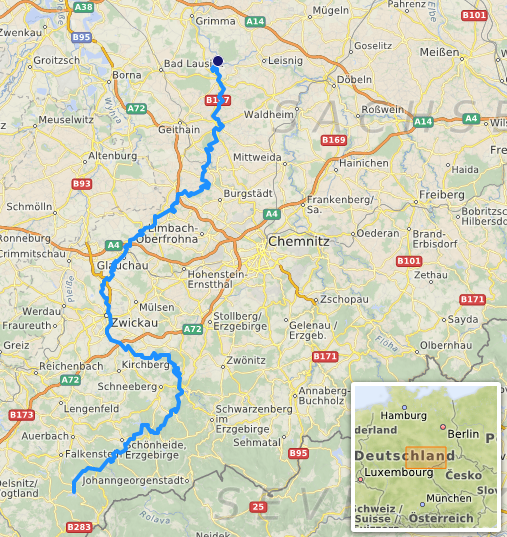
Karta över området av Zwickauer Mulde

Zwickauer Mulde är en flod i Sachsen. Den bildas av två källflöden, Rote Mulde och Weiße Mulde, som rinner samman nära Schöneck i Vogtland i Muldenberg-reservoar, och går samman med Freiberger Mulde nära Colditz för att bilda floden Mulde.
Den flyter ungefär i nordostlig riktning, dämmer upp nära Eibenstock för att bilda en reservoar med samma namn, svänger norrut vid Aue, västerut vid Hartenstein, norrut vid Zwickau och nordost igen vid Glauchau. Andra städer längs flodens lopp är Waldenburg, Penig, Lunzenau och Rochlitz. Floden är cirka 167 kilometer lång. Viktiga bifloder är Schwarzwasser, som mynnar ut vid Aue, och Chemnitz, som mynnar ut i floden vid Wechselburg.
En av de mest kända broarna över Zwickauer Mulde är Göhren-viadukten nära Lunzenau, som bär upp järnvägslinjen mellan Leipzig och Chemnitz.

## Galleri

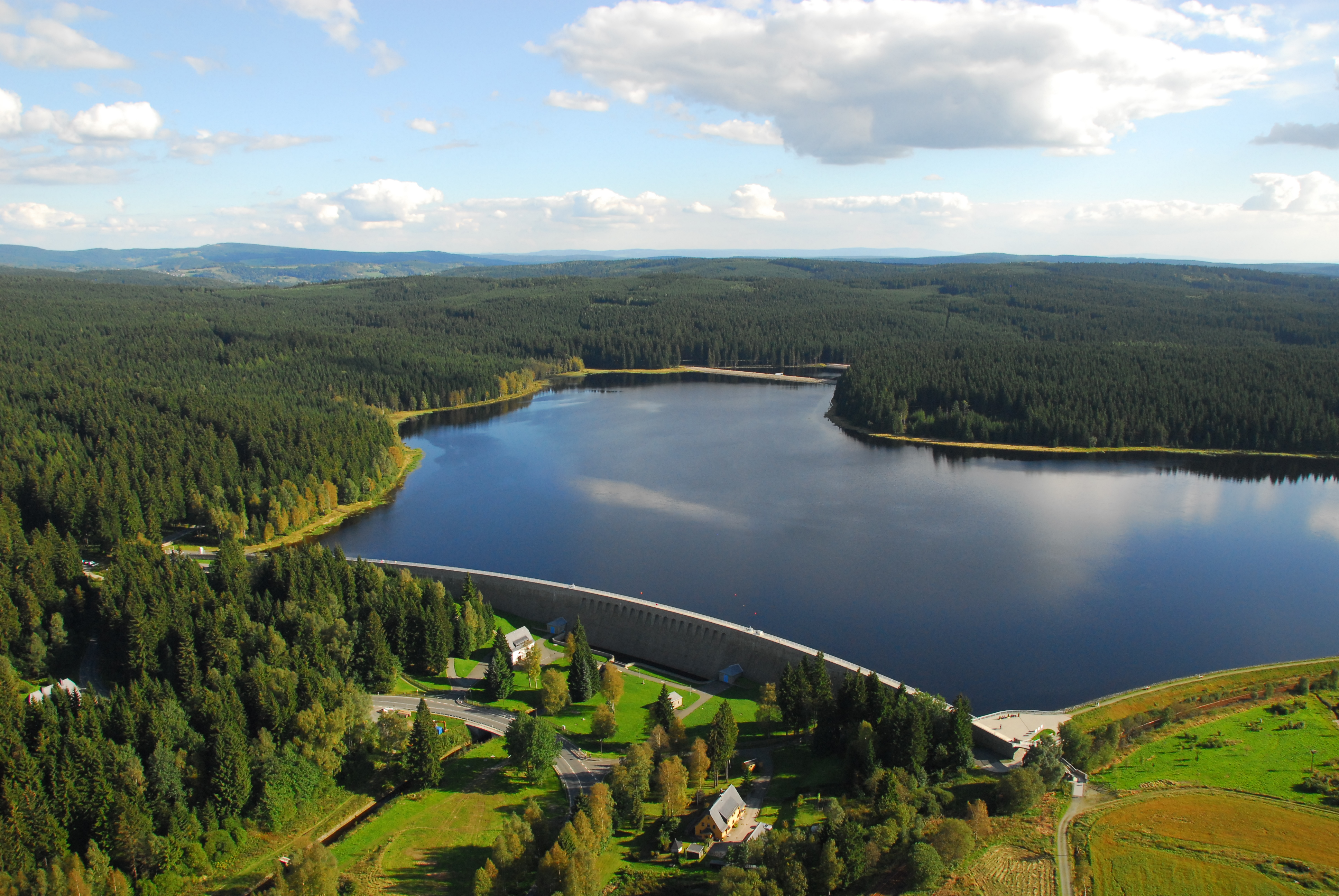
Muldenberg-reservoar
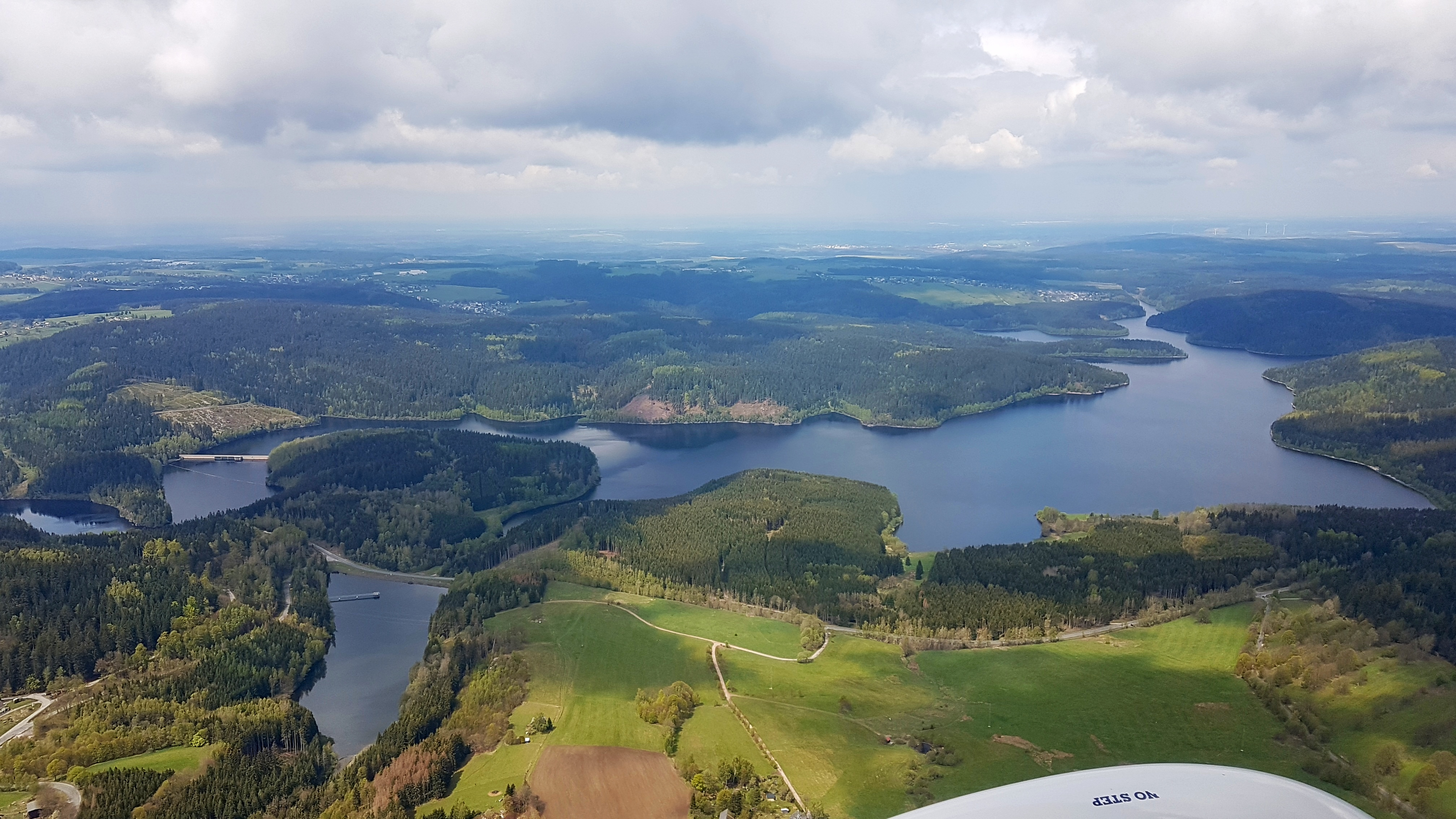
Eibenstock-reservoar
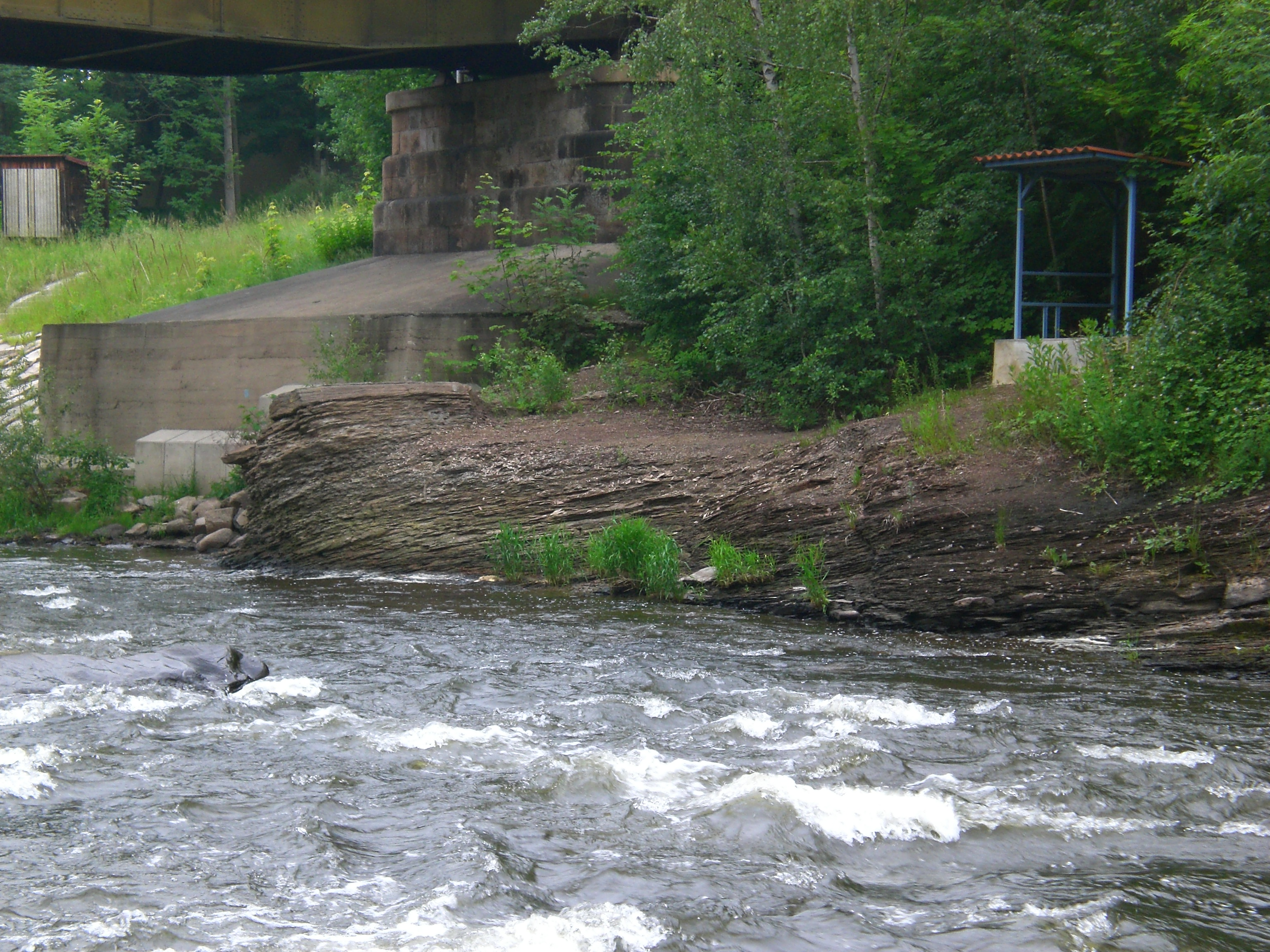
Kolflöts vid stranden nära Zwickau
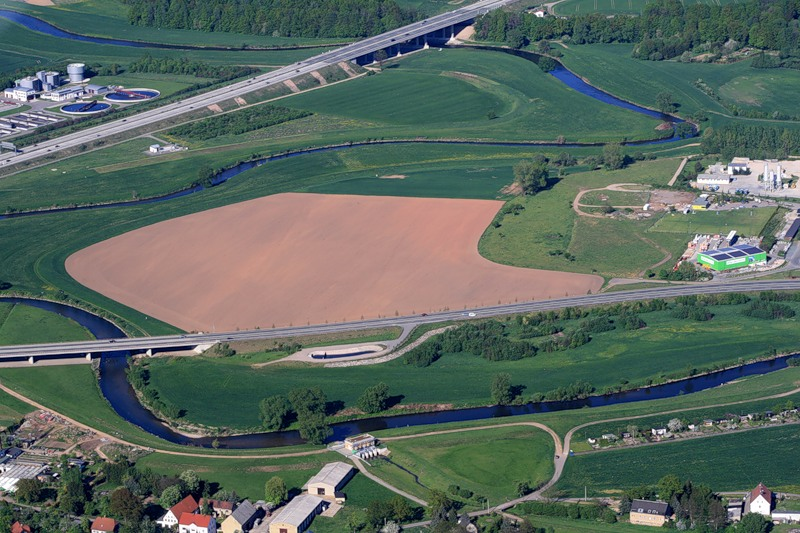
Floden nära Glauchau
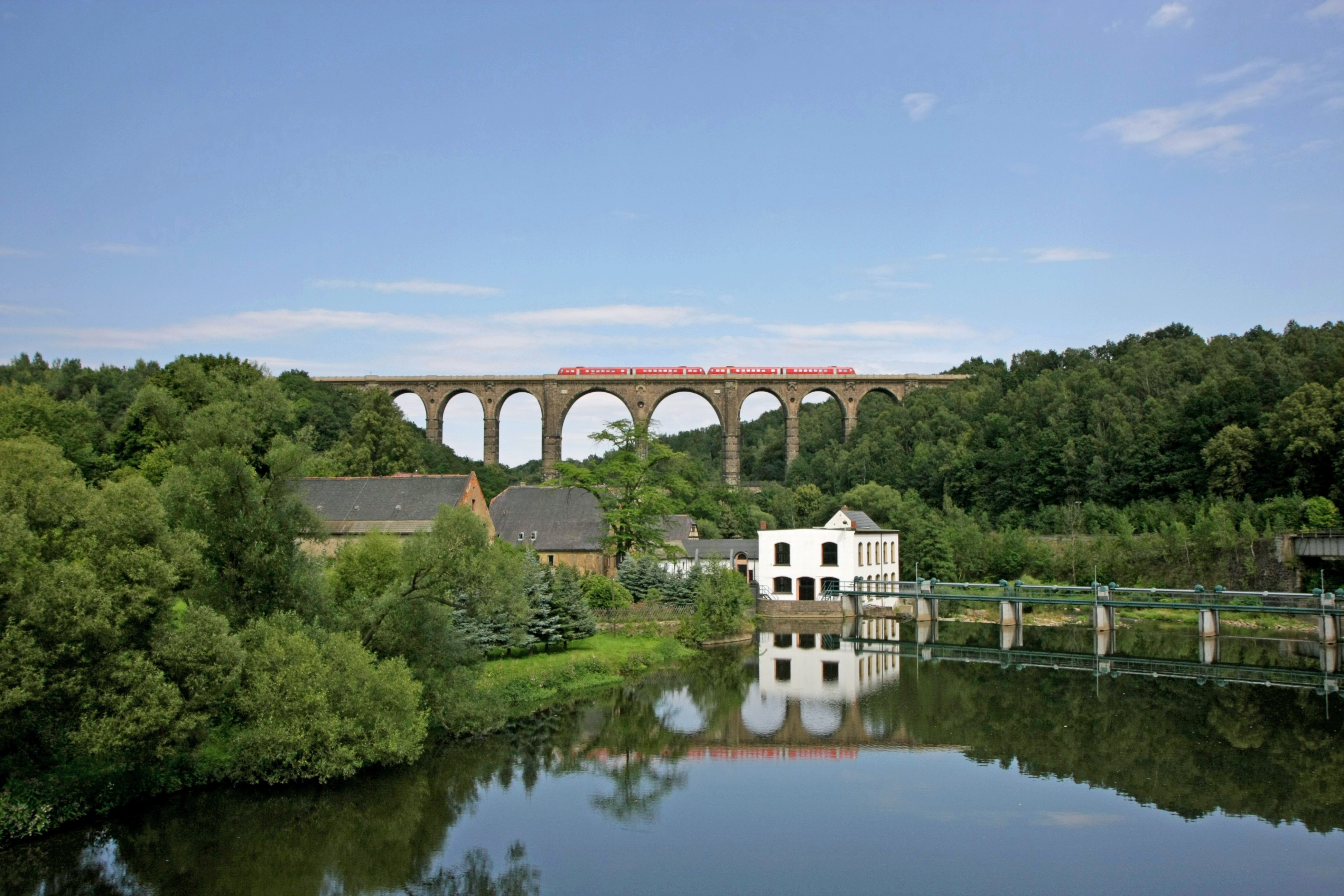
Järnvägsviadukt nära Göhren och Lunzenau
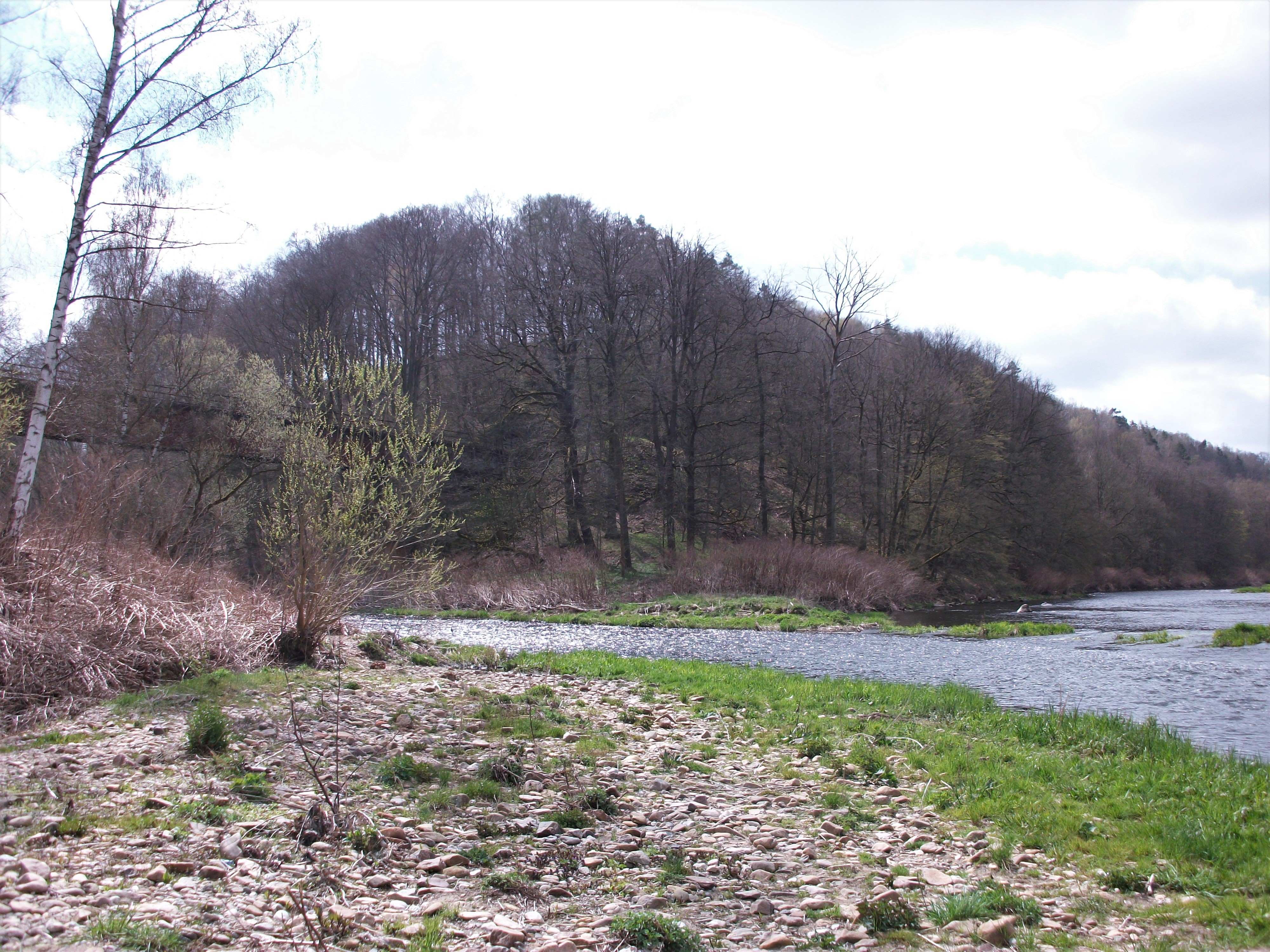
Sammanflödet av floderna Chemnitz och Zwickauer Mulde
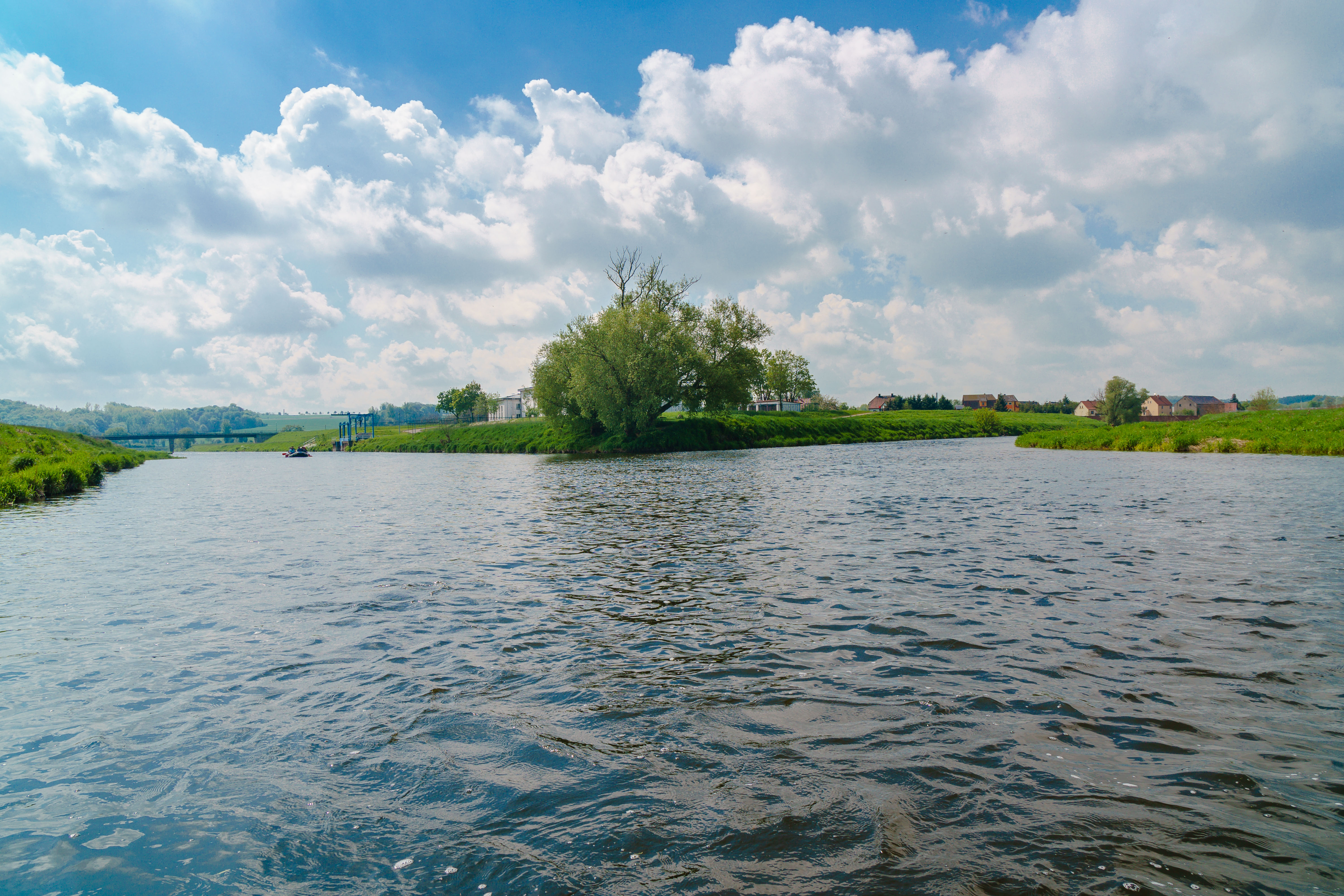
Sammanflödet av Freiberger Mulde och Zwickauer Mulde